# San Miguel Peras
San Miguel Peras là một đô thị thuộc bang Oaxaca, México. Năm 2005, dân số của đô thị này là 3126 người.